# Vetenskapsåret 1755

## Händelser
- 1 november - Jordbävningen i Lissabon 1755 ödelägger Lissabon.
- Benjamin Franklin uppfinner en enkel vägmätare för att analysera den bästa vägen för att leverera post.
- Joseph Black upptäcker koldioxid och magnesium.

## Pristagare
- Copleymedaljen: John Huxham, brittisk läkare.

## Födda
- 11 april – James Parkinson (död 1824), brittisk kirurg, geolog och paleontolog.
- 25 maj – Caspar Trendelenburg (död 1820), svensk läkare, professor i obstetrik.
- Fausto D'Elhuyar (död 1833), spansk kemist.

## Avlidna
- 20 maj - Johann Georg Gmelin d.y. (född 1709), naturforskare och forskningsresande.